# Dẽ mỏ rộng

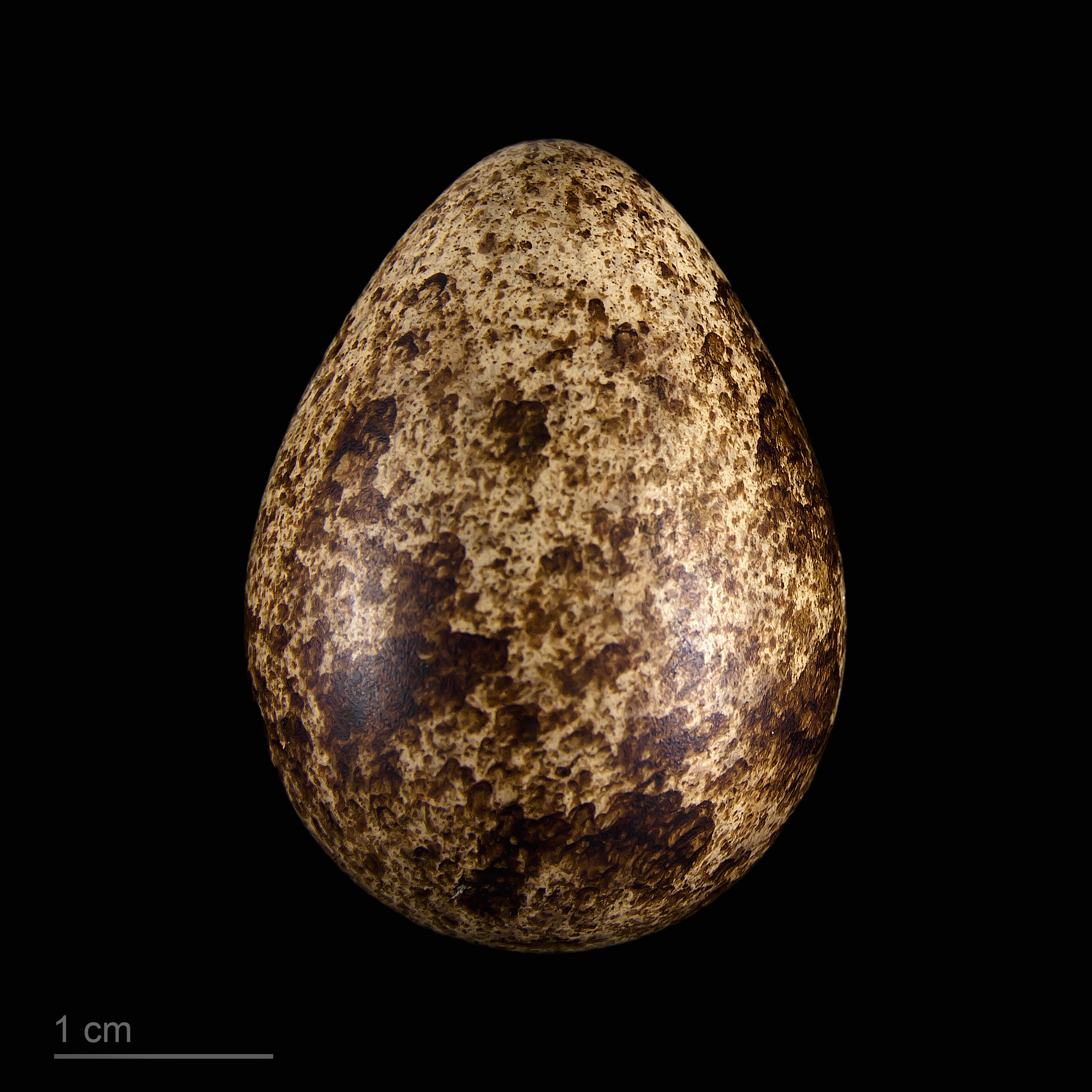
Limicola falcinellus falcinellus

Limicola falcinellus là một loài chim trong họ Scolopacidae.
Dẽ mỏ rộng là chim di cư rõ nét, trải qua mùa không sinh sản từ phía đông châu Phi, qua phía Nam Á và Đông Nam Á đến Úc. Nó là loài rất thích giao du, và hình thành các bầy với các loài dẽ khác, đặc biệt dẽ trán trắng. Mặc cho phạm vi sinh sản ở châu Âu, loài này hiếm khi thấy ở Tây Âu, có lẽ vì các tuyến đường di cư về phía đông nam.
Môi trường sống sinh sản của loài chim này là đầm lầy ẩm ướt trong rừng taiga Bắc cực ở Bắc Âu và Siberia. Chim trống thực hiện một màn trình diễn trên không trong thời gian giao phối. Chúng làm tổ trong một hố cào xước trên mặt đất, đẻ 4 trứng.